# Alexandre Wiltheim
Compléments
Wiltheim est considéré come le fondateur de l'archéologie luxembourgeoise
Alexandre Wiltheim, né le 8 octobre 1604 à Luxembourg et y décédé le 15 août 1684, était un prêtre jésuite luxembourgeois, prédicateur et humaniste de renom. Il est considéré comme le fondateur de l’archéologie luxembourgeoise.

## Biographie
Wiltheim entre dans la Compagnie de Jésus à 21 ans après avoir fait des études de philosophie à Pont-à-Mousson et à Douai. À part quelques années comme professeur de théologie au collège d'Anchin à Douai (1633-1637), il passe presque toute sa vie au collège jésuite de Luxembourg, comme professeur, prédicateur et directeur de la congrégation mariale. il fut recteur du collège de 1656 à 1659, et directeur du sanctuaire de Notre-Dame, Consolatrice des Affligés, lieu de pèlerinages fondé par le père Brocquart un peu à l'extérieur de la ville de Luxembourg et très fréquenté.
Musicien et homme de vaste culture et érudition il se spécialise dans l'archéologie romaine. Il collabore également avec le père Daniel van Papenbroeck, le bollandiste, dans la recherche et l'étude critique des diplômes anciens.

## Œuvre principale

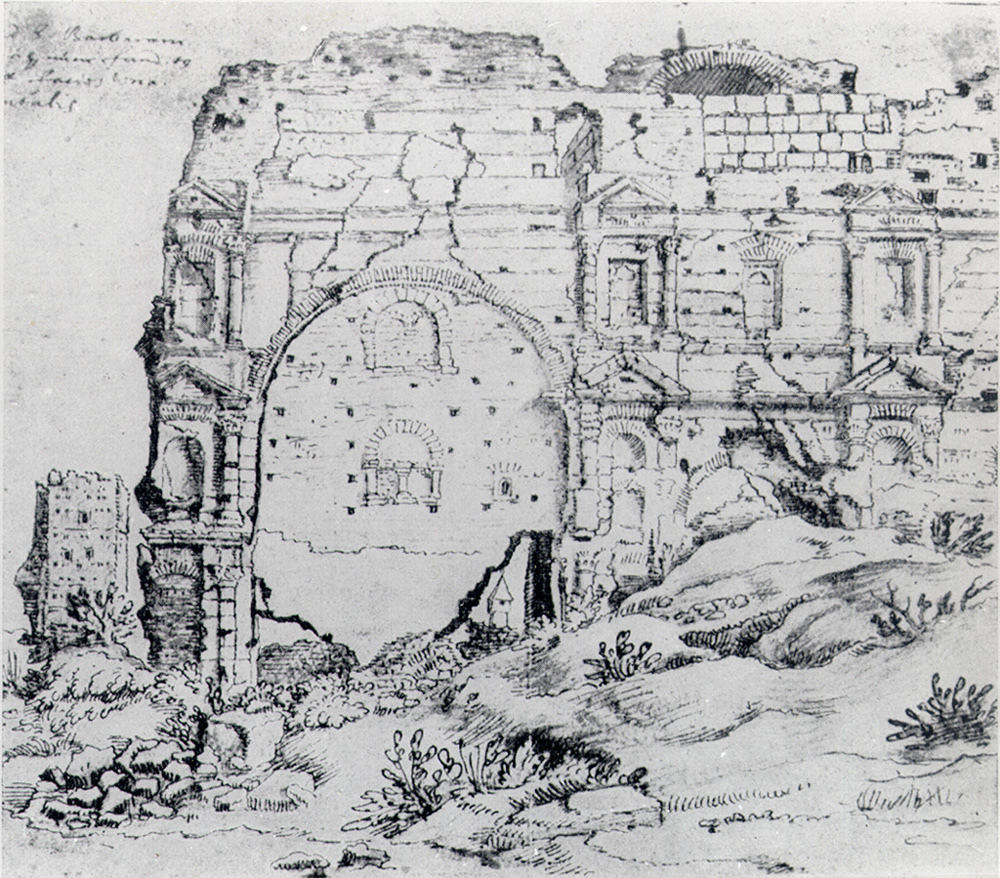
Les thermes de Barbara à Trèves avant 1611.

À partir de 1638 Wiltheim travaille à ce qui sera son œuvre principale, le Luciliburgensia Romana, une somme - en huit volumes - de descriptions de découvertes faites des vestiges de la présence romaine au Luxembourg, à Trèves et en Eifel.